# 篠原紗英
篠原 紗英（しのはら さえ、1994年11月11日 - ）は日本の歌手、タレント、幸福の科学母体のARI Production（アリ・プロダクション）所属。東京都出身。

## 経歴・人物
1994年、東京都で生まれる。
2018年、 映画『心に寄り添う。』の主題歌CDでデビュー。
2019年8月30日、映画『光り合う生命。-心に寄り添う。2-』の初日舞台挨拶、渋谷のヒューマントラストシネマ渋谷にて登壇し、メインテーマ曲を歌唱披露し報道された
2021年10月8日、映画『宇宙の法-エローヒム編-』の公開初日、東京新宿のシネマート新宿で舞台挨拶が行われた。今掛勇監督、千眼美子、大田薫総合プロデューサー、歌唱の篠原紗英の4人が登壇し、「パングルのテーマ」を歌唱した。
- 趣味 - 映画鑑賞、ピアノ[1]

## 作品
- 「心に寄り添う。」（2018年 映画『心に寄り添う。』主題歌）
- 「光り合う生命。」（2019年 映画『光り合う生命。-心に寄り添う。2-』メインテーマ）
- 「奇跡との出会い。」（2020年 映画『奇跡との出会い。-心に寄り添う。3-』主題歌）
- 「偽りの成功」（2021年 映画『美しき誘惑-現代の「画皮」-』挿入歌）
- 「不思議の世界」（2021年 映画『夢判断、そして恐怖体験へ』イメージソング）
- 「私のパンセ」（2021年『詩集 私のパンセ』楽曲シリーズ）
- 「パングルのテーマ」（2021年 映画『宇宙の法-エローヒム編-』イメージソング①)
- 「幸福の卵」（2021年『青春詩集　愛のあとさき』楽曲シリーズ）
- 「愛国女子は往く」（2022年 映画『愛国女子—紅武士道』主題歌）
- 「君の瞳は輝いて」（2022年 映画『呪い返し師—塩子誕生』メインテーマ曲）
- 「仙台坂－友人のシナリオに寄せて－」（2022年『青春詩集 愛のあとさき』楽曲シリーズ第2集「無心」）
- 「四季のうた」（2022年 エンゼル精舎）
- 「虜」（2022年『青春詩集 愛のあとさき』第4集「愛の星」）
- 「イノセント・イヴ」（2022年『青春詩集 愛のあとさき』楽曲シリーズ第5集「主なる神を讃える歌」）

## ディスコグラフィ

### シングル
- 「心に寄り添う。」ほか